# Rakovičko Selište
Rakovičko Selište – wieś w Chorwacji, w żupanii karlowackiej, w gminie Rakovica. W 2011 roku liczyła 99 mieszkańców.